# Université des sciences et technologies du roi Abdallah
L'université des sciences et technologies du roi Abdallah (en anglais King Abdullah University of Science and Technology  ou KAUST ; en arabe جامعة الملك عبد الله للعلوم و التقنية, jāmiʿat al-malik ʿabd al-Lāh li-l-ʿulūm wa-t-teqniyya) est un établissement universitaire international de recherche fondé en 2006 en périphérie de Djeddah. L'université est inaugurée le 23 septembre 2009 en présence du roi Abdallah ben Abdelaziz Al Saoud. Premier établissement public mixte du Royaume, son campus couvre 36 km² sur les bords de la mer Rouge.
En tant qu'institution indépendante basée sur le mérite, la KAUST doit permettre à des chercheurs internationaux de haut niveau de collaborer pour relever les défis scientifiques et technologiques. Le réseau mondial de recherche et d'enseignement de la KAUST apporte son soutien à divers talents tant sur son campus que dans d'autres grandes universités et instituts de recherche, à travers des accords de recherche menée en collaboration et des systèmes de bourses..

## Historique
L'université est née de la volonté du  roi Abdallah et de son gouvernement, soucieux d'augmenter le nombre encore faible des ingénieurs d'origine saoudienne. Elle est construite sur une bande de désert le long de la mer Rouge à 80 km au nord de Djeddah. Le projet, qui comprend une cité de 15 000 habitants, a été confié à la société Aramco, le géant du pétrole, et supervisé par le ministère du Pétrole et des Ressources minérales. La première pierre de l'université est posée le 21 octobre 2007. Terminée après 2 ans de travaux, elle est financièrement et administrativement indépendante du gouvernement,.
Elle est inaugurée le 23 septembre 2009 par le roi Abdallah ben Abdelaziz Al Saoud. Il s’agit du premier établissement public mixte du Royaume sans quotas pour les femmes ou les hommes.
Orientée vers la recherche, l'université est dotée à son ouverture d'équipements d’une valeur de $1,5 milliard, notamment le superordinateur Shaheen, alors le 14e ordinateur le plus puissant du monde. En 2015, l'université fait l'acquisition du superordinateur Shaheen II, 25 fois plus puissant que son prédécesseur.

## Cursus
L'université est destinée à la recherche scientifique en biologie, en physique, en chimie, en énergie, en agroalimentaire, et ne reçoit que des diplômés qu'à partir du deuxième cycle universitaire. Les 14 programmes de master proposés par l'université sont déclinés en plusieurs spécialités pour les élèves, qui peuvent choisir après leur diplôme d'entamer une thèse dans leur discipline :
- Mathématiques appliquées et sciences informatiques
- Biosciences
- Génie chimique et biologique
- Génie scientifique
- Informatique
- Génie électrique
- Génie en ressources énergétiques et pétrolières
- Sciences de l'environnement
- Sciences de la Terre
- Science marine
- Génie mécanique
- Sciences des matériaux et la construction
- Science végétale
- Statistiques

## Recherche
L'université est organisée autour d'instituts de recherche multidisciplinaires:
Energie et Environnement, biosciences ou sciences de la matière avec l'ingénierie, les mathématiques appliquées et l'informatique. Les partenariats seront d'abord développés pour relever des défis comme la désalinisation de l'eau de mer, la capture du carbone des combustibles riches en hydrogène ou la linguistique.
En 2018, le campus de KAUST compte 11 centres de recherche qui traitent de la désalinisation et le recyclage de l'eau, l'étude des écosystèmes de la mer Rouge, l'énergie solaire, les procédés catalytiques, les biosciences, la combustion propre, etc. Neuf laboratoires sont également mis à disposition des élèves, des chercheurs et des partenaires industriels de l'université pour mener leurs recherches appliquées.

## Partenariats

### Publics
À son ouverture, la KAUST a signé plusieurs partenariats avec des instituts internationaux à l'étranger pour démarrer son enseignement. On peut citer:
- L'Institute of International Education, qui gère déjà le programme américain Fulbright et qui s'occupera de l'allocation des bourses aux étudiants. Le Washington Advisory Group (WAG) est chargé de sélectionner l'attribution des financements en utilisant un système d'examen au mérite inspiré de la National Science Foundation américaine.
- L'Institut français du pétrole, un accord, signé par Nadhmi A. Al-Nasr, président par intérim de la KAUST et Olivier Appert, président de l'IFP, qui conduit à d'autres accords de coopération sur le développement d'énergies innovantes et de matériaux pour le secteur des transports. La KAUST et l'IFP reçoivent des étudiants de second cycle sur des périodes définies d'un commun accord. Ils sont convenus d'orienter plus spécifiquement leur recherche sur le captage du CO2, les carburants propres, la catalyse, les polymères et la modélisation pour le génie chimique.

Dès 2009, elle lance plusieurs programmes de recherche conjoints avec l'université nationale de Singapour, l'IFP Énergies nouvelles, le CNRS, l'ENS Lyon ainsi que les universités de Cambridge et de Stanford.
En 2018, l'université s'associe avec le projet Neom pour créer un centre de recherche destiné aux technologies et à l'urbanisme écologiques.

### Privés
Depuis 2009, l'université développe des partenariats de recherche avec des entreprises industrielles internationales telles que Dow, Boeing et Aramco,. En 2018, le partenariat avec Dow débouche sur l'inauguration d'un centre d'innovation au sein du campus, tourné vers la recherche et le transfert de compétences autour de l'efficacité énergétique et l'empreinte environnementale.
Plusieurs protocoles d'entente sont ensuite passés avec des industriels et organisations internationaux, tels que la banque islamique de développement (2012), Lockheed Martin (2017), et Bruker (2018),.

## Organisation

### Conseil de direction
La KAUST a un conseil de direction et un financement propres. Le gouvernement a décidé de la placer hors de la houlette du ministère de l'Éducation.
Le président de l'université ets choisi par les membres du comité de Recherche Présidentiel (Presidential Search Committee Members ) dirigé par Ali Al-Naïmi, le ministre saoudien du Pétrole et ancien PDG de Saudi Aramco. Le comité inaugural inclut alors une liste de professeurs et de professionnels expérimentés:
- Andrew Gould, PDG de Schlumberger
- Le baron Ronald Oxburgh, membre de la Chambre des lords, président du comité de sélection de Science et Technologie, ancien recteur de l’Imperial College London, ancien président de Shell UK
- Dr. Khalid S. Al-Sultan, président de l'université du pétrole et des minéraux du roi Fahd
- Dr. Ferid Murad, Prix Nobel 1998 de Physiologie ou Médecine, directeur de l'Institut de médicine moléculaire pour la prévention des maladies humaines, Centre des sciences de santé de l'université du Texas du Nord à Houston
- Prof. Fawwaz Ulaby, Williams Professor, Science de l'ingénierie électrique et informatique, université du Michigan, ancien vice-président pour la recherche, université du Michigan
- Dr. Karen Holbrook, présidente de l'université d'État de l'Ohio

### Présidents de l'université
- 2008-2013 : Shih Choon Fong
- 2013-2017 : Jean-Lou Chameau
- 2017-2018 (intérim) : Nadhmi Al-Nasr
- Depuis 2018 : Tony F. Chan

Depuis 2011, la vice-présidence de l'université est assurée par Najah Ashry, auparavant doyenne de la section femmes de l'Université du roi Abdulaziz de Djeddah.

## Campus

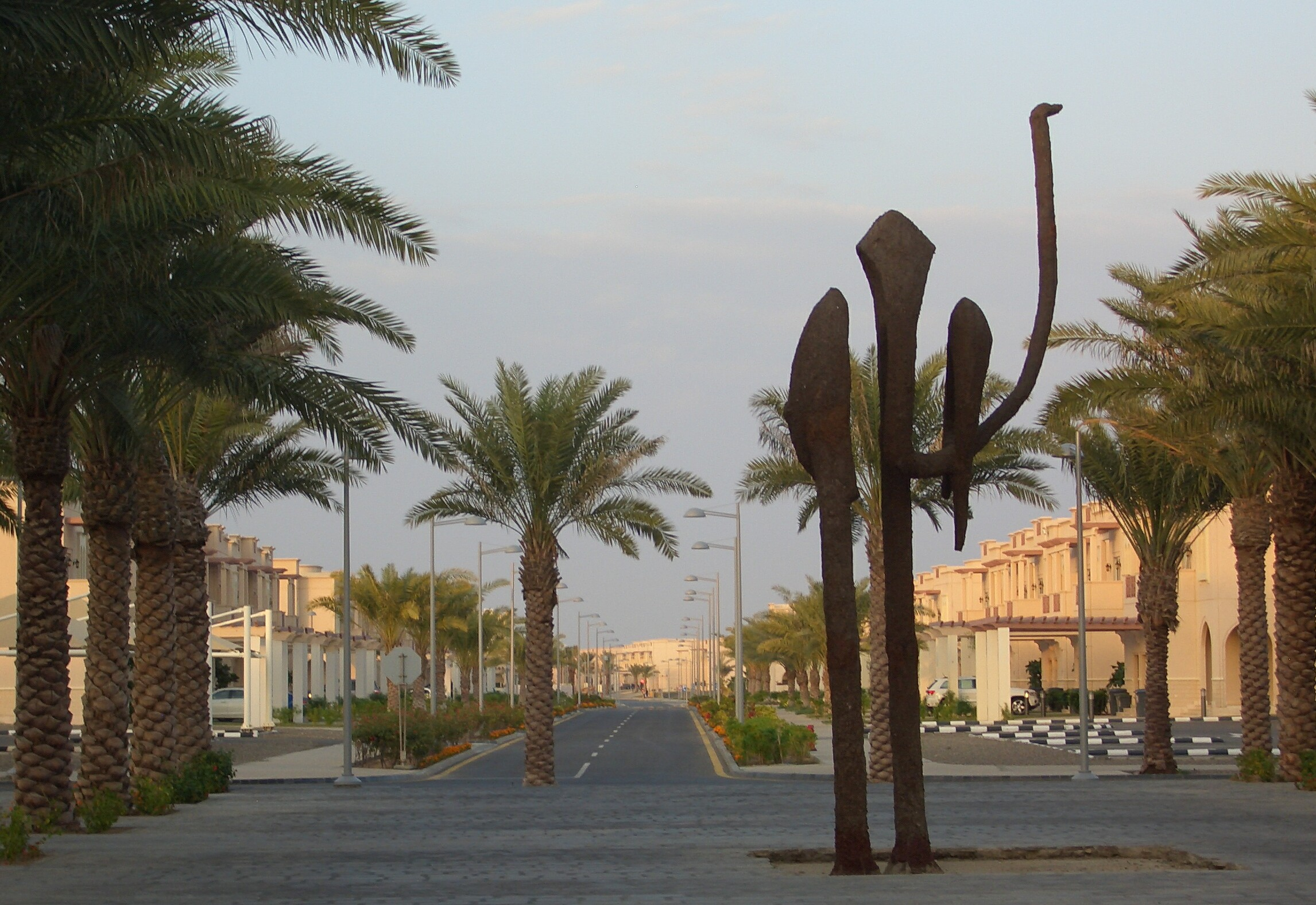
Rue résidentielle

Le campus principal s'étend sur plus de 36 km² sur les bords de la mer Rouge, à Thuwal. En dehors des bâtiments universitaires et centres de recherches, le centre du campus comporte des espaces communautaires, récréatifs et commerciaux, une bibliothèque de 14 000 m², un amphithéâtre et une mosquée, un centre sportif et des installations de loisirs.
Construit au milieu du désert, le campus puise une grande partie de l'énergie nécessaire à son fonctionnement de sources renouvelables, comme l'énergie solaire : en 2010, l'architecture est distinguée par le Conseil américain de la construction renouvelable (US Green Building Council) pour sa structure durable.
En 2012, l'université ouvre sur son campus le musée des Sciences et Technologies en Islam qui retrace les contributions des érudits musulmans dans ces disciplines durant le premier âge d'or de l'Islam entre 650 et 1650.
La police religieuse n’agit pas sur le campus. Les femmes sont autorisés à se mélanger avec les hommes et à conduire, le voile n’est pas obligatoire.

## Effectif
En 2018, l’université compte près de 1000 étudiants, de 105 nationalités différentes. Les étudiants saoudiens comptent pour 30% de l'effectif total. Les Chinois représentent la plus forte proportion d'étudiants étrangers.
La communauté académique est constituée de 150 membres, 400 docteurs et 300 chercheurs.

## Personnalités liées à cette université
- La biologiste Ikram Blilou y enseigne.

## Distinctions
- 2016 : 19e du classement Nature Index Rising Stars[16]
- 2018 : 201e au classement de Shanghai[17]
- 2019 : 6e au classement Nature Index 2019 Young Universities - Top 175 young universities Universities[18]

### Articles liés
- Système éducatif saoudien
- Liste des universités en Arabie saoudite